# ديليب راي
ديليب راي قالب:Lang-or هو سياسي هندي، ولد في 9 يناير 1954. حزبياً، نشط في بهاراتيا جاناتا وجاناتا دال ‏ وJanata Party ‏.

## مناصب
- في 1985 Odisha Legislative Assembly election [الإنجليزية]‏، انتخب Member of the Ninth Odisha Legislative Assembly ‏ عن دائرة Rourkela Assembly constituency [الإنجليزية]‏ خلال فترته النيابية ‏ (9 مارس 1985 – 3 مارس 1990).
- في 1990 Odisha Legislative Assembly election [الإنجليزية]‏، انتخب Member of the Tenth Odisha Legislative Assembly ‏ وقد انضم خلال فترته النيابية ‏ (3 مارس 1990 – 15 مارس 1995)  للكتلة البرلمانية جاناتا دال [الإنجليزية]‏.
- في 2014 Odisha Legislative Assembly election [الإنجليزية]‏، انتخب Member of the Fifteenth Odisha Legislative Assembly ‏ عن دائرة Rourkela Assembly constituency [الإنجليزية]‏ وقد انضم خلال فترته النيابية ‏ (18 مايو 2014 – 30 نوفمبر 2018)  للكتلة البرلمانية بهاراتيا جاناتا.
- انتخب عضو راجيا سابها [الإنجليزية]‏.